# Sylvie Topaloff
Sylvie Topaloff, née le 5 juin 1953 à Paris 14e, est une avocate française.
Elle est notamment l’avocate des victimes lors des procès de l’amiante, des anciens essais nucléaires de l'armée française, de l'usine AZF, des salariés de France Télécom, des malades du Mediator, et des attentats du 13 novembre 2015.

## Biographie
Sylvie Topaloff naît en 1953 à Paris d'un père architecte, de nationalité bulgare, réfugié venu en France pour fuir le communisme, et d'une mère polonaise de confession juive, ayant survécu à la Shoah en se cachant en Bretagne.
Aux lendemains de Mai 68, elle fait partie de la section féminine du Mouvement d'action judiciaire, au sein de laquelle elle organise des voyages à Amsterdam pour permettre aux femmes d'avorter, avant que la loi Veil n'ait été votée.
Inscrite au barreau de Paris le 22 décembre 1976,, Sylvie Topaloff s'est d'abord consacrée au droit de la famille, avant de se spécialiser dans le droit social.
Dans les années 1990, elle défend des travailleurs maliens sans-papiers souffrant de graves pathologies pulmonaires dues à l'inhalation de poussières toxiques sur le chantier de désamiantage du campus de Jussieu où ils étaient employés. C'est ce dossier de l'amiante qui la fera travailler en 1996 avec celui qui deviendra son associé, Jean-Paul Teissonnière. Ce procès a permis l'interdiction de l'amiante en 1997, et un arrêt fondamental de la Cour de cassation qui redéfinit la notion de faute inexcusable d'un employeur,. Dans le cadre de ce dossier, elle est également à l'origine d'un nouveau principe de droit : le préjudice d'anxiété, c'est-à-dire le fait pour un salarié de se trouver, du fait de son employeur « dans une situation d'inquiétude permanente face au risque de déclaration à tout moment d'une maladie liée à l'amiante ».
Avocate de dix-neuf parties civiles lors du procès des attentats du 13 novembre, elle est également l'une des avocates des parties civiles dans celui de l'attentat de Nice.

## Situation personnelle
Elle est mariée à Alain Finkielkraut depuis 1985.